# Иректинская волость
Иректинская волость (Ирехтинская, тат. Ирәхтә (Ирәкте) вулысы, ئىرەختە (ئىرەكتىٰ) ۋولىٰسىٰ), с 1924 года Муслюмовская волость (Муслюмская, тат. مۈسلىم ۋولىٰسىٰ, Mɵslim vulьsь, Мөслим вулысы) — административно-территориальная единица в составе Мензелинского уезда Уфимской губернии и Мензелинского кантона Татарской АССР. На 1910-е годы граничила с Ново-Мазинской, Нуркеевской, Александро-Карамалинской, Шуганской, Поисёвской волостями Мензелинского уезда и Нагайбаковской волостью Белебеевского уезда.
Появилась не позднее 1870 года после преобразования поземельных волостей башкир-вотчинников в административные.
В 1890 году 15 населенных пунктах проживало 9 001 человек. Последним старшиной волости являлся Федор Фролов из деревни Русский Шуган.
По декрету «Об Автономной Татарской Социалистической Советской Республике» вошла в состав Мензелинского кантона Татарской АССР. В 1924 году укрупнена, одновременно с этим её административный центр переносится в Муслюмово, а волость переименовывается в Муслюмовскую. В состав укрупнённой волости вошли собственно Ирехтинская волость без селений Именли, Красный Яр и Тогашево, и Ново-Шуганская волость. В 1926 году в состав волости вошло селение Новые Усы Бакалинской волости Белебеевского кантона Башкирской АССР.
По состоянию на 1930 год состояла из 18 сельсоветов: Варяш-Башский, Нижне-Табынский, Митряевский, Салмухановский, Старо-Чекмакский, Ново-Георгиевский, Муслюмовский, Старо-Варяшский, Тойгильдинский, Ольгинский, Усинский, Баланлинский, Шуганский, Чекмакский, Старо-Смыловский, Островский, Мелля-Тамакский, Нарат-Астинский.
В августе 1930 года при введении районного деления на всей территории Татарской АССР упразднена, территория включена в состав Муслюмовского района.